# اهریمنی یا ایزدی-اجرای زنده نیویورک
اهریمنی یا ایزدی-اجرای زنده نیویورک (به انگلیسی: Evil or Divine - Live in New York City) عنوان آلبوم زنده‌ایست که توسط گروه هوی متال دیو در سال ۲۰۰۵ با همکاری شرکت نشر اسپیت‌فایر منتشر شد. ضبط این آلبوم در اجرای زنده گروه در سال ۲۰۰۲ در نیویورک انجام شد. همچنین این آلبوم به صورت نسخه دی‌وی‌دی نیز منتشر گشته است.

## فهرست آهنگ‌ها
1. «شکار اژدها» - ۵:۱۵
2. «مصر»/«کودکان دریا» - ۸:۴۶
3. «فشار» - ۴:۰۴
4. «تک‌نوازی درامز» (فقط در نسخه دی‌وی‌دی) - ۴:۳۶
5. «به پا خیز و فریاد کن» - ۴:۰۳
6. «راک ان رول» - ۵:۵۸
7. «با غریبه‌ها صحبت مکن» - ۶:۳۸
8. «مردی بر فراز کوه نقره‌ای» - ۳:۰۷
9. «تک‌نوازی گیتار» - ۸:۵۱
10. «زنده باد راک ان رول» - ۵:۰۲
11. «ارباب آخرین روز» (فقط در نسخه دی‌وی‌دی) - ۴:۲۵
12. «خیالات داغ» - ۴:۳۸
13. «غواص مقدس» - ۵:۲۵
14. «بهشت و جهنم» - ۷:۱۲
15. «آخر صف» - ۸:۴۰
16. «رنگین کمان تاریک» - ۶:۰۱
17. «ما به لرزه در می‌آوریم» - ۶:۱۰

## سازندگان
- رانی جیمز دیو - خواننده
- جیمی بین - گیتار باس
- داگ آلدریچ - گیتار
- سیمون رایت - درامز
- اسکات وارن - کیبورد